# Stroink
Stroink is een Nederlands geslacht dat gezien kan worden als een van de invloedrijke families in de 19e en begin 20e eeuw in Twente.

## Textiel
- Johannes Stroink  (1744 – 1807)

De Firma J. Stroink & zonen werd begin 19e eeuw door Johannes Stroink  te Enschede opgericht. De medefirmanten waren zijn drie zonen: Jurriaan (1771 – 1829) , Herbertus (1777 – 1807) en Willem (1783 – 1845). Naast een fabriek aan de Gronausestraat beschikte de firma over een blekerij, de Stroinksbleek. Deze natuurbleek was gelegen op het terrein dat later buitengoed Nieuwlust respectievelijk het Nieuwlustpark werd. Na die tijd heeft de firma een nieuwe Stroinksbleek van groter formaat iets oostelijker aangelegd. Het terrein lag aan de huidige Stroinksbleekweg, ten noorden van de Hulsmaatstraat. 
In 1832 werd de firma J. Stroink & Zonen gedreven door Willem Stroink en zijn neef Jan Stroink Herb.zn (1803 – 1888).
Per 1 januari 1841 trad Jan Stroink Willemzn (1815 – 1879) tot de vennootschap toe. Het kapitaal in de zaak was toen f. 52.839,93 waarin elk van de drie vennoten voor een derde gerechtigd waren. Na de dood van Willem volgde Herbert Stroink (1823 – 1884) zijn vader op.
De firma ging 1851 over op stoomweefgetouwen, in totaal 16. Ze waren hiermee de eerste stoomweverij in Enschede. De stoomweverij werd gebouwd aan de Deurningerstraat met een kantoor aan de Gronausestraat. In 1861 werd de weverij uitgebreid met 150 mechanische weefgetouwen. Bij de grote stadsbrand van 1862 brandde ook de weverij af. De fabriek en de weverij werden in 1863 weer opgebouwd.
Per 1 januari 1868 werd de firma J. Stroink & zonen ontbonden door de toenmalige drie vennoten. Jan Stroink Herbzn trad toen uit de firma. Op dezelfde datum werden door de twee overgebleven firmanten Herbert Stroink en Jan Stroink en hun broer Willem Stroink, de twee firma’s Stroink & Co, Enschede en Stroink & Co, Nordhorn (Duitsland) opgericht.
Het bedrijf specialiseerde zich in de fabricage van calicots, moltons, beaverteen, broekstoffen, halflinnen, etcetera en later ook geribde Manchester. In 1894 werd de vennootschap beëindigd.
Julia Stroink (1815-1895) was de dochter van Willem (1783-1845). Zij trouwde op 18-jarige leeftijd met Jan Blijdenstein, mede-firmant van Blijdenstein & Co. Hij werd ziek en overleed in 1852. Zij nam zijn aandelen over en was vennoot tot 1869. Ze was ook mede-oprichtster van de Maatschappij van Moederlijke Weldadigheid.
- Ludwig Arnold Stroink (1886-1969)

Hij was in 1914 mede-oprichter en directeur van de NV Textielfabriek "Holland" in Enschede. Hij was de zoon van Jurriaan Stroink en Louise Christine Frederike Sophie Meier. Geboren in Enschede op 27 januari 1886

## Bestuurlijk
- Jurrian Stroink Rutgersz (±1615-1684), burgemeester van Enschede (1651-1672) en aldaar overleden. Grafsteen was in de Grote Kerk . In 1641 werd hij lkid van de schutterij en kocht hij een huis aan de Markt. Hij was graankoper (1649, 1650, 1659), herbergier en burgemeester.
- Jan Stroink (±1645-±1720), burgemeester van Enschede in 1708
- Jorryen Stroink, burgemeester van Enschede (1749 en 1763); Hij was een van de ondertekenaars van de jodenbrief[3] die in 1767 aan de drost van Twente te Goor werd geschreven.
- Jurriaan Stroink (1704-1764), geboren en overleden in Enschede Stad, zoon van burgemeester Hermen Stroink en was linnenreder en burgemeester van Enschede,  eind 18de eeuw
- Meinardus Albertus Hendrikus Martinus Stroink (1865-1930), burgemeester van Wanneperveen (1893-1898), Oldemarkt (1898-1906) en Lonneker (1906-1930), hij werd Henri genoemd; in 1906 verzette hij zich ertegen dat Lonneker zou worden ingelijfd bij Enschede, dat toen 600 jaar stadsrechten had. Enschede wilde uitbreiden om een haven te bouwen aan het Twente-Rijnkanaal. De annexatie ging toen niet door. Ter ere van hem staat er een bakstenen zitbank aan de Burgemeester Stroinkstraat in Twekkelo.
- Hendrik Wilhelm Stroink, geboren 26-10-1768 te Gronau, overleden op 14-06-1852 te Beusbergen, ongehuwde zoon van predikant Johan Stroink, woonde in Stokkum , behoorde tot de 'Contribuabelen der Directe Belastingen' (minimale bijdrage in 1822 was 25 gulden), en mocht deelnemen aan de provinciale verkiezingen. In 1794 volgde hij zijn vader op, hij ging in 1846 met emeritaat maar mocht in de pastorie op de Wehmekamp blijven wonen. Voor zijn opvolger werd een grotere pastorie gebouwd.
- Albertus François Stroink (1828-1900)  uit Oldenzaal, burgemeester van Gramsbergen (1859-1864) en Steenwijkerwold (1864-1900); zoon van Meinardus Albertus Stroink (1770-1854) en Catharina Damink (1790-1868)  uit Oldenzaal
- George Willem Stroink, burgemeester van Steenwijkerwold (1900-1939); op 3 juli 2010 werd door Frits Stroink een gedenksteen onthuld aan de burgemeester GW Stroinkweg, Steenwijk .
- Albertus François Stroink (1876-1956), wethouder in Stad Vollenhove en dijkgraaf
- Albertus François Stroink (1897-1921)